# Заозёрное (станция)
Заозёрное — железнодорожная станция Сахалинского региона Дальневосточной железной дороги. Названа по одноимённому селу, в котором расположена.

## Деятельность
Станция является преимущественно грузовой. По станции предусмотрены небольшие грузовые отправления.